# 1990 (álbum)
1990 é o décimo primeiro álbum do cantor e compositor americano Daniel Johnston. Foi lançado em janeiro de 1990, através da gravadora Shimmy Disc.

## Gravação
Originalmente, pretendia-se que todas as faixas fossem gravações em estúdio. No entanto, os problemas contínuos de Johnston com doenças mentais o impediram de completar as sessões de um álbum. Como resultado, o álbum é compilado a partir de gravações em estúdio, gravações em casa e performances ao vivo. Johnston faz alusão a isso no filme The Angel and Daniel Johnston - Live at the Union Chapel, quando ele menciona que o álbum pretendia ser chamado de 1989, mas eles não foram capazes de lançá-lo naquele ano.

## Lista de Faixas
| Nº  | Título                                                      | Compositor(es)                                   | Tamanho |
| --- | ----------------------------------------------------------- | ------------------------------------------------ | ------- |
| 1.  | "Devil Town"                                                | Daniel Johnston                                  | 1:05    |
| 2.  | "Spirit World Rising"                                       | Daniel Johnston                                  | 6:14    |
| 3.  | "Held the Hand"                                             | Daniel Johnston                                  | 1:42    |
| 4.  | "Lord Give Me Hope"                                         | Daniel Johnston                                  | 6:25    |
| 5.  | "Some Things Last a Long Time"                              | Jad Fair, Johnston                               | 4:54    |
| 6.  | "Tears Stupid Tears" (live at CBGB)                         | Daniel Johnston                                  | 3:27    |
| 7.  | "Don't Play Cards with Satan" (live at CBGB)                | Daniel Johnston                                  | 4:23    |
| 8.  | "True Love Will Find You in the End"                        | Daniel Johnston                                  | 1:51    |
| 9.  | "Got to Get You into My Life"                               | John Lennon, Paul McCartney                      | 4:26    |
| 10. | "Careless Soul" (live at Hoboken, New Jersey)               | James H. Stanley                                 | 2:23    |
| 11. | "Funeral Home" (live at Pier Platters, Hoboken, New Jersey) | baseado em "Cadillac Ranch" de Bruce Springsteen | 3:13    |
| 12. | "Softly and Tenderly"                                       | Will Lamartine Thompson                          | 4:50    |

## Colaboradores
- Daniel Johnston - todos os outros instrumentos, pintura de capa (Hope)

Colaboradores Adicionais
- Lee Ranaldo - performance em "Spirit World Rising"
- Steve Shelley - performance em "Spirit World Rising"
- Kramer (Mark Kramer) - performance em "Some Things Last a Long Time", produção